# Бунаков, Владимир Александрович
Владимир Александрович Бунаков (род. 1941) – учёный в области механики конструкций из композиционных материалов, профессор МАТИ, доктор технических наук.

## Биография
Родился 12 марта 1941 года.
Окончил МАИ (1964, с отличием), инженер-механик по производству летательных аппаратов, и механико-математический факультет МГУ (1968), специальность математика.
В МАИ: инженер на кафедре 104 (1964—1966), аспирант на кафедре 603 (1966—1969), там же — старший инженер (1969—1971) и старший научный сотрудник (1971—1975). В 1971 защитил кандидатскую диссертацию. Ученик профессора Елпатьевского А. Н. и члена-корреспондента АН СССР профессора Васильева В. В.
С 1975 года работал в Московском авиационно-технологическом институте (МАТИ): доцент, с 1989 г. профессор.
Доктор технических наук (1988), в 1989 г. утверждён в учёном звании профессора.
Читал курсы «Оптимальное проектирование конструкций», «Строительная механика», «Механика гетерогенных сред», «Устойчивость конструкций из композиционных материалов» и др.

## Награды
За свои достижения был неоднократно награждён:
- 2002 — звание «Заслуженный деятель науки Российской Федерации»;
- 2004 — лауреат Премии Правительства РФ.